# Премия имени Франце Прешерна
Премия имени Франце Прешерна (словен. Prešernova nagrada) — награда за выдающиеся достижения в области художественного и — ранее — научного творчества в Словении. Присуждается ежегодно Фондом Прешерна (словен. Prešernov sklad) двум выдающимся деятелям искусства Словении, чьи работы были представлены широкой публике по крайней мере два года назад. Каждый может получить награду лишь один раз. Премия также может быть присуждена творческому коллективу. Награда присуждается накануне словенского культурного праздника, именуемого «Прешерновым днём», который празднуется в годовщину со дня смерти великого словенского поэта.
Одновременно Фонд Прешерна присуждает Малую премию имени Прешерна (словен. male Prešernove nagrade) или Премию Фонда Прешерна (словен. nagrade Prešernovega sklada), которую получают шесть деятелей искусства.
В последние годы награда вручалась за достижения и заслуги в течение всей карьеры.

## История

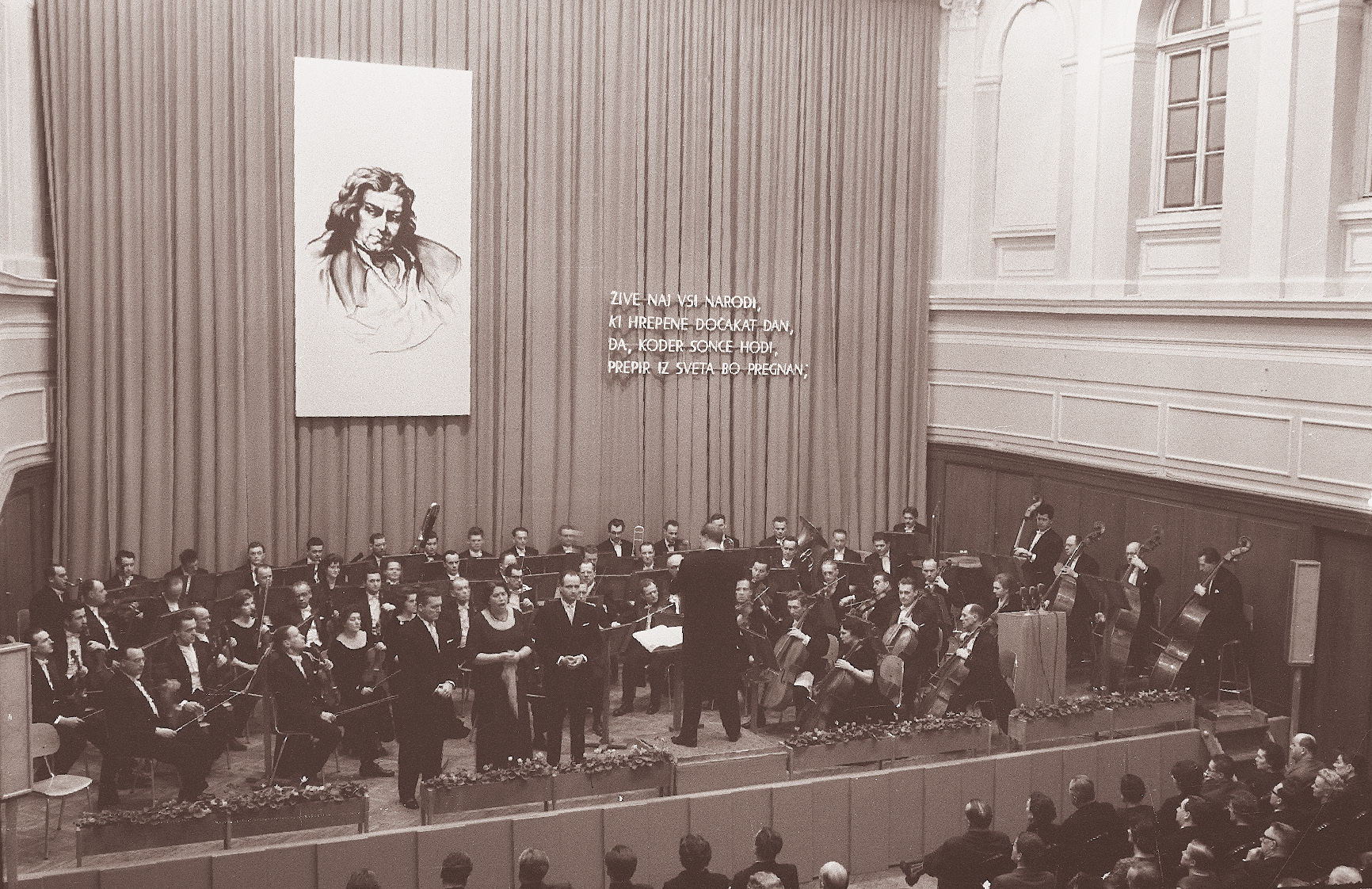
Концерт симфонического оркестра словенской филармонии на церемонии награждения 1961 года.

Премия имени Франце Прешерна была учреждена в 1947 году на основании указа от 1946 года. В 1955 году премия получила своё современное название, а также был учреждён Фонд Прешерна, который в 1956 году стал юридическим лицом. С 1961 году награду стали присуждать за достижения на протяжении всей жизни и только за достижения в области искусства. Была также учреждена Премия Фонда Прешерна (словен. nagrade Prešernovega sklada). В 1982 году Фонд Прешерна взяло под эгиду Культурное общество Словении. В 1991 году был принят Закон о Премии имени Прешерна (словен. Zakon o Prešernovi nagradi), в результате Фонд работает теперь под покровительством Министерства культуры Словении и присуждается лишь двум лауреатам.

## Фонд Прешерна
Премия имени Франце Прешерна и Малая премия присуждаются Правлением Фонда Прешерна (словен. Upravni odbor Prešernovega sklada), членами которого являются 15 деятелей искусства — видных художников, критиков, историков и учёных. Список правления отбирается Правительством Словении и утверждается Национальной ассамблеей Словении. В интервью, данном в 2012 году тогдашним председателем правления, Ярославом Скрушнy, Фонд действует как независимая организация и свободна от какого-либо политического давления.

## Отбор и объявление победителей

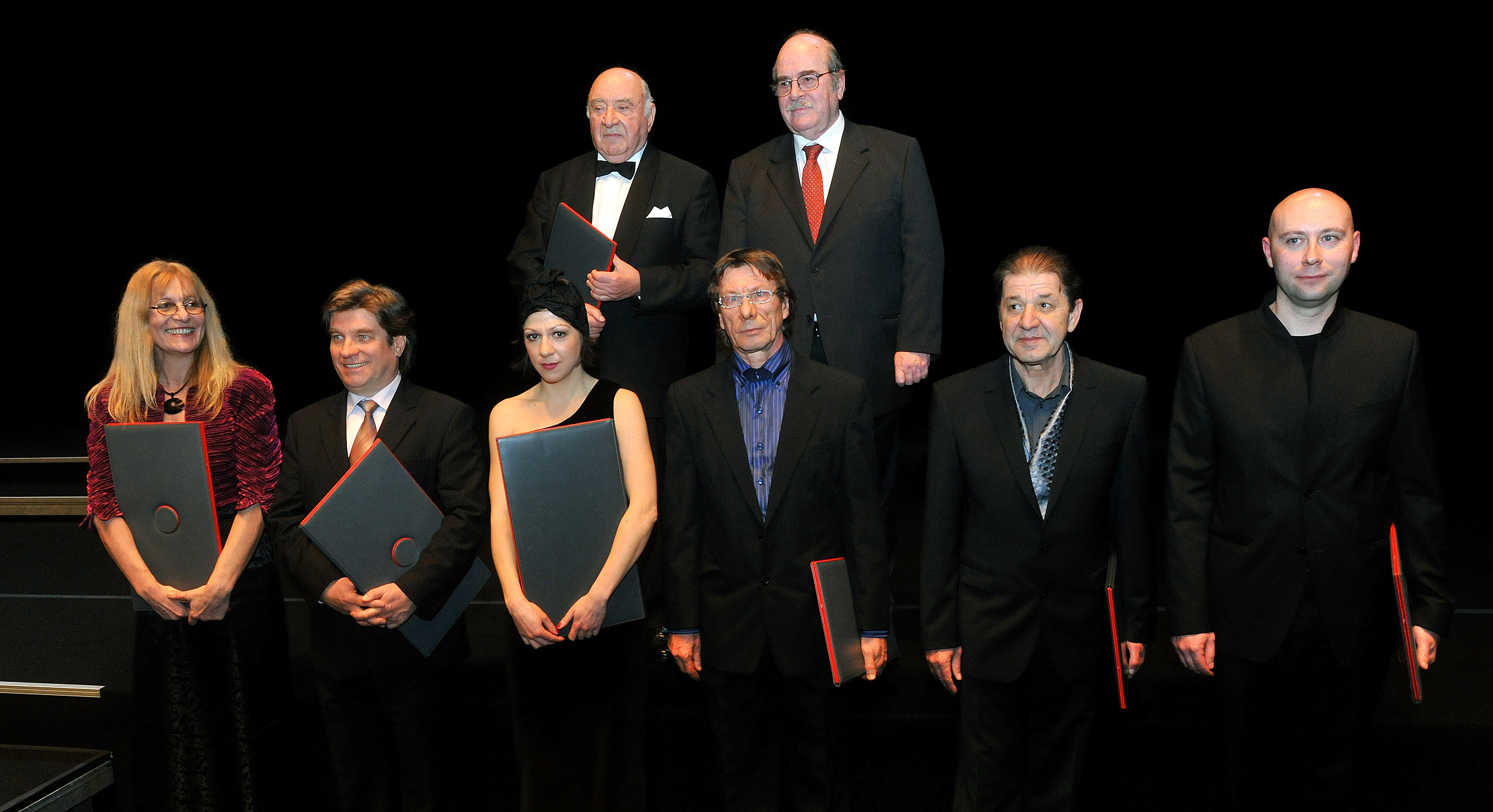
Лауреаты Премии имени Ф. Прешерна и Малой премии Прешерна 2011 года.

10 февраля Фонда Прешерна объявляет о проведении открытого голосования, которое продлится до 15 сентября. Любое физическое или юридическое лицо может выдвигать деятелей на соискание премии, но должно предоставить соответствующее обоснование и доказательства. Ежегодно выдвигается около 100 человек, в основном представителей исполнительских видов искусства. Выбор лауреатов основан на художественной ценности произведений, а также других критериев, таких как равное представительство полов, регионов, возрастов и взглядов, чтобы добиться сбалансированного и множественного выбора. Номинантов отбирают четыре комитета, в каждый из которых входят по семь человек, назначаемых Фондом Преширна. Каждый комитет предлагает по два номинанта Премии имени Прешерна и по шесть лауреатов Малой премии имени Преширна: таким образом, выдвигаются 8 номинантов на большую и 24 номинанта на малую премию. Окончательный выбор в ноябре делает Попечительский совет Фонда на тайном голосовании после долгого обсуждения и объявляет лауреатов, избранных двумя третями голосов. При необходимости отбор может проходить в несколько туров. Прежде победителей объявляли 3 декабря, в годовщину со дня рождения Прешерна, однако теперь их имена остаются в тайне вплоть до самой церемонии.

## Награждённые
Премия в основном присуждается писателям; в их числе есть единственная женщина (Светлана Макарович), которая в 2000 году отказалась от премии, но взяла деньги. Художники получали награду лишь дважды, одним из них был Стане Крегар (1971). Единственным музыкантом — лауреатом премии — остается флейтистка Ирена Графенауэр. Состав награждённых Малой премией более пёстрый.